# Фенвик (Конектикат)
Фенвик (енгл. Fenwick) град је у америчкој савезној држави Конектикат.

## Демографија
По попису из 2010. године број становника је 43, што је 9 (-17,3%) становника мање него 2000. године.
| Група             | 2000.       | 2010.      |
| Белци             | 52 (100,0%) | 39 (90,7%) |
| Афроамериканци    | 0 (0,0%)    | 0 (0,0%)   |
| Азијати           | 0 (0,0%)    | 0 (0,0%)   |
| Хиспаноамериканци | 0 (0,0%)    | 4 (9,3%)   |
| Укупно            | 52          | 43         |